# الكويت والإرهاب الذي ترعاه الدولة
اتهمت الكويت بشكل متكرر بدعم تمويل الإرهاب داخل حدودها. توصف الكويت بأنها أكبر مصدر لتمويل الإرهاب في العالم وخاصة لتنظيم داعش والقاعدة.

## التاريخ
في عام 2014 اتهم ديفيد س. كوهين وكيل وزارة الخزانة لشؤون الإرهاب والاستخبارات المالية آنذاك الحكومة الكويتية بدعم الإرهاب. منذ أوائل التسعينيات كانت الاتهامات بتمويل الكويت للإرهاب شائعة جدا وتأتي من مجموعة واسعة من المصادر بما في ذلك التقارير الاستخباراتية والمسؤولين الحكوميين والأبحاث العلمية والصحفيين المشهورين. تم إدراج الكويت كمصادر لأموال المتشددين في أفغانستان وباكستان. توصف الكويت بأنها "مصدر للأموال ونقطة عبور رئيسية" لتنظيم القاعدة والجماعات المسلحة الأخرى. Kuwait is described as a "source of funds and a key transit point" for al-Qaeda and other militant groups.
في 26 يونيو 2015 وقع تفجير انتحاري في مسجد شيعي في مدينة الكويت أدى إلى مقتل 27 شخصا و227 جريح. وأعلن تنظيم داعش مسؤوليته عن الهجوم. وكان هذا أكبر هجوم إرهابي في تاريخ الكويت. وفي أعقاب ذلك تم رفع دعوى قضائية تتهم الحكومة الكويتية بالإهمال والمسؤولية المباشرة عن الهجوم الإرهابي.
تظهر جمعية إحياء التراث الإسلامي ومقرها الكويت على قائمة وزارة الخارجية الأمريكية للمنظمات الإرهابية الأجنبية. يزعم أن الفروع في باكستان وأفغانستان قد أفسدها أعضاء القاعدة. تم حظر هذين الفرعين في 9 يناير 2002 من قبل الولايات المتحدة. منعت حكومة روسيا جمعية إحياء التراث الإسلامي من العمل في أي مكان في روسيا واعتبرت الجمعية منظمة إرهابية.
زعم بيان صادر عن المكتب الصحفي لوزارة الخزانة أن المكتب الباكستاني تحت إشراف عبد المحسن الليبي قام بتضخيم عدد الأيتام تحت رعايته. أدرجت الولايات المتحدة المنظمة في قائمة مكتب مراقبة الأصول الأجنبية (باسم إدارة لجنة جمعية إحياء التراث الإسلامي) وبالتالي تحظر على المواطنين الأمريكيين والمقيمين الدائمين التعامل مع المنظمة الكويتية.
وفقا لوكالة الاستخبارات الإسبانية قدمت الكويت التمويل والمساعدة للجمعيات والتجمعات الإسلامية في إسبانيا من خلال فرعها التابع لجمعية إحياء التراث الإسلامي. قامت الكويت بهذه الطريقة بتمويل مساجد في ريوس وتوريديمبارا الذين ينشرون أيديولوجية تتعارض مع اندماج المسلمين في المجتمع الإسباني وتعزز الكراهية لغير المسلمين.